# Hello (Adele)
"Hello" is een single van de Engelse zangeres Adele uit 2015. Het nummer was de langverwachte opvolger van de titelsong van de James Bond-film "Skyfall" uit 2012.
Met "Hello" verbrak Adele viewrecords op YouTube en VEVO. De single staat op 25, haar derde album, dat op 20 november 2015 is verschenen.

## Achtergrondinformatie
"Hello" werd een groot internationaal succes, en behaalde in bijna alle landen de nummer-één positie. 

## Tracklist
| Nr. | Titel | Duur |
| --- | ----- | ---- |
| 1.  | Hello | 4:55 |

## Hitnoteringen

### Nederlandse Top 40
| Hitnotering: 31-10-2015 t/m 19-03-2016 | Hitnotering: 31-10-2015 t/m 19-03-2016 | Hitnotering: 31-10-2015 t/m 19-03-2016 | Hitnotering: 31-10-2015 t/m 19-03-2016 | Hitnotering: 31-10-2015 t/m 19-03-2016 | Hitnotering: 31-10-2015 t/m 19-03-2016 | Hitnotering: 31-10-2015 t/m 19-03-2016 | Hitnotering: 31-10-2015 t/m 19-03-2016 | Hitnotering: 31-10-2015 t/m 19-03-2016 | Hitnotering: 31-10-2015 t/m 19-03-2016 | Hitnotering: 31-10-2015 t/m 19-03-2016 | Hitnotering: 31-10-2015 t/m 19-03-2016 | Hitnotering: 31-10-2015 t/m 19-03-2016 |
| Week:                                  | 1                                      | 2                                      | 3                                      | 4                                      | 5                                      | 6                                      | 7                                      | 8                                      | 9                                      | 10                                     | 11                                     | 12                                     |
| -------------------------------------- | -------------------------------------- | -------------------------------------- | -------------------------------------- | -------------------------------------- | -------------------------------------- | -------------------------------------- | -------------------------------------- | -------------------------------------- | -------------------------------------- | -------------------------------------- | -------------------------------------- | -------------------------------------- |
| Positie:                               | 1                                      | 1                                      | 1                                      | 1                                      | 1                                      | 2                                      | 2                                      | 3                                      | 3                                      | 3                                      | 3                                      | 5                                      |
| Week:                                  | 13                                     | 14                                     | 15                                     | 16                                     | 17                                     | 18                                     | 19                                     | 20                                     | 21                                     | 22                                     |                                        |                                        |
| Positie:                               | 7                                      | 7                                      | 10                                     | 11                                     | 14                                     | 23                                     | 26                                     | 29                                     | 35                                     | uit                                    |                                        |                                        |

### NederlandseSingle Top 100
| Hitnotering (Week 1 t/m 28): 31-10-2015 t/m 07-05-2016 Hitnotering (Week 29): 02-07-2016 | Hitnotering (Week 1 t/m 28): 31-10-2015 t/m 07-05-2016 Hitnotering (Week 29): 02-07-2016 | Hitnotering (Week 1 t/m 28): 31-10-2015 t/m 07-05-2016 Hitnotering (Week 29): 02-07-2016 | Hitnotering (Week 1 t/m 28): 31-10-2015 t/m 07-05-2016 Hitnotering (Week 29): 02-07-2016 | Hitnotering (Week 1 t/m 28): 31-10-2015 t/m 07-05-2016 Hitnotering (Week 29): 02-07-2016 | Hitnotering (Week 1 t/m 28): 31-10-2015 t/m 07-05-2016 Hitnotering (Week 29): 02-07-2016 | Hitnotering (Week 1 t/m 28): 31-10-2015 t/m 07-05-2016 Hitnotering (Week 29): 02-07-2016 | Hitnotering (Week 1 t/m 28): 31-10-2015 t/m 07-05-2016 Hitnotering (Week 29): 02-07-2016 | Hitnotering (Week 1 t/m 28): 31-10-2015 t/m 07-05-2016 Hitnotering (Week 29): 02-07-2016 | Hitnotering (Week 1 t/m 28): 31-10-2015 t/m 07-05-2016 Hitnotering (Week 29): 02-07-2016 | Hitnotering (Week 1 t/m 28): 31-10-2015 t/m 07-05-2016 Hitnotering (Week 29): 02-07-2016 | Hitnotering (Week 1 t/m 28): 31-10-2015 t/m 07-05-2016 Hitnotering (Week 29): 02-07-2016 | Hitnotering (Week 1 t/m 28): 31-10-2015 t/m 07-05-2016 Hitnotering (Week 29): 02-07-2016 | Hitnotering (Week 1 t/m 28): 31-10-2015 t/m 07-05-2016 Hitnotering (Week 29): 02-07-2016 | Hitnotering (Week 1 t/m 28): 31-10-2015 t/m 07-05-2016 Hitnotering (Week 29): 02-07-2016 | Hitnotering (Week 1 t/m 28): 31-10-2015 t/m 07-05-2016 Hitnotering (Week 29): 02-07-2016 | Hitnotering (Week 1 t/m 28): 31-10-2015 t/m 07-05-2016 Hitnotering (Week 29): 02-07-2016 |
| Week:                                                                                    | 1                                                                                        | 2                                                                                        | 3                                                                                        | 4                                                                                        | 5                                                                                        | 6                                                                                        | 7                                                                                        | 8                                                                                        | 9                                                                                        | 10                                                                                       | 11                                                                                       | 12                                                                                       | 13                                                                                       | 14                                                                                       | 15                                                                                       | 16                                                                                       |
| ---------------------------------------------------------------------------------------- | ---------------------------------------------------------------------------------------- | ---------------------------------------------------------------------------------------- | ---------------------------------------------------------------------------------------- | ---------------------------------------------------------------------------------------- | ---------------------------------------------------------------------------------------- | ---------------------------------------------------------------------------------------- | ---------------------------------------------------------------------------------------- | ---------------------------------------------------------------------------------------- | ---------------------------------------------------------------------------------------- | ---------------------------------------------------------------------------------------- | ---------------------------------------------------------------------------------------- | ---------------------------------------------------------------------------------------- | ---------------------------------------------------------------------------------------- | ---------------------------------------------------------------------------------------- | ---------------------------------------------------------------------------------------- | ---------------------------------------------------------------------------------------- |
| Positie:                                                                                 | 1                                                                                        | 1                                                                                        | 1                                                                                        | 3                                                                                        | 3                                                                                        | 4                                                                                        | 4                                                                                        | 4                                                                                        | 5                                                                                        | 4                                                                                        | 7                                                                                        | 9                                                                                        | 10                                                                                       | 13                                                                                       | 15                                                                                       | 19                                                                                       |
| Week:                                                                                    | 17                                                                                       | 18                                                                                       | 19                                                                                       | 20                                                                                       | 21                                                                                       | 22                                                                                       | 23                                                                                       | 24                                                                                       | 25                                                                                       | 26                                                                                       | 27                                                                                       | 28                                                                                       |                                                                                          | 29                                                                                       |                                                                                          |                                                                                          |
| Positie:                                                                                 | 33                                                                                       | 33                                                                                       | 32                                                                                       | 43                                                                                       | 49                                                                                       | 48                                                                                       | 51                                                                                       | 62                                                                                       | 64                                                                                       | 69                                                                                       | 76                                                                                       | 90                                                                                       | uit                                                                                      | 94                                                                                       | uit                                                                                      |                                                                                          |

### 3FM Mega Top 50
| Hitnotering: 31-10-2015 t/m 26-03-2016 | Hitnotering: 31-10-2015 t/m 26-03-2016 | Hitnotering: 31-10-2015 t/m 26-03-2016 | Hitnotering: 31-10-2015 t/m 26-03-2016 | Hitnotering: 31-10-2015 t/m 26-03-2016 | Hitnotering: 31-10-2015 t/m 26-03-2016 | Hitnotering: 31-10-2015 t/m 26-03-2016 | Hitnotering: 31-10-2015 t/m 26-03-2016 | Hitnotering: 31-10-2015 t/m 26-03-2016 | Hitnotering: 31-10-2015 t/m 26-03-2016 | Hitnotering: 31-10-2015 t/m 26-03-2016 | Hitnotering: 31-10-2015 t/m 26-03-2016 | Hitnotering: 31-10-2015 t/m 26-03-2016 |
| Week:                                  | 1                                      | 2                                      | 3                                      | 4                                      | 5                                      | 6                                      | 7                                      | 8                                      | 9                                      | 10                                     | 11                                     | 12                                     |
| -------------------------------------- | -------------------------------------- | -------------------------------------- | -------------------------------------- | -------------------------------------- | -------------------------------------- | -------------------------------------- | -------------------------------------- | -------------------------------------- | -------------------------------------- | -------------------------------------- | -------------------------------------- | -------------------------------------- |
| Positie:                               | 1                                      | 1                                      | 1                                      | 1                                      | 1                                      | 2                                      | 3                                      | 4                                      | 3                                      | 3                                      | 3                                      | 7                                      |
| Week:                                  | 13                                     | 14                                     | 15                                     | 16                                     | 17                                     | 18                                     | 19                                     | 20                                     | 21                                     | 22                                     |                                        |                                        |
| Positie:                               | 8                                      | 8                                      | 14                                     | 20                                     | 29                                     | 32                                     | 28                                     | 33                                     | 40                                     | 45                                     | uit                                    |                                        |

### VlaamseUltratop 50
| Hitnotering: 31-10-2015 t/m 09-04-2016 | Hitnotering: 31-10-2015 t/m 09-04-2016 | Hitnotering: 31-10-2015 t/m 09-04-2016 | Hitnotering: 31-10-2015 t/m 09-04-2016 | Hitnotering: 31-10-2015 t/m 09-04-2016 | Hitnotering: 31-10-2015 t/m 09-04-2016 | Hitnotering: 31-10-2015 t/m 09-04-2016 | Hitnotering: 31-10-2015 t/m 09-04-2016 | Hitnotering: 31-10-2015 t/m 09-04-2016 | Hitnotering: 31-10-2015 t/m 09-04-2016 | Hitnotering: 31-10-2015 t/m 09-04-2016 | Hitnotering: 31-10-2015 t/m 09-04-2016 | Hitnotering: 31-10-2015 t/m 09-04-2016 | Hitnotering: 31-10-2015 t/m 09-04-2016 |
| Week:                                  | 1                                      | 2                                      | 3                                      | 4                                      | 5                                      | 6                                      | 7                                      | 8                                      | 9                                      | 10                                     | 11                                     | 12                                     | 13                                     |
| -------------------------------------- | -------------------------------------- | -------------------------------------- | -------------------------------------- | -------------------------------------- | -------------------------------------- | -------------------------------------- | -------------------------------------- | -------------------------------------- | -------------------------------------- | -------------------------------------- | -------------------------------------- | -------------------------------------- | -------------------------------------- |
| Positie:                               | 1                                      | 1                                      | 1                                      | 2                                      | 1                                      | 1                                      | 1                                      | 1                                      | 1                                      | 1                                      | 1                                      | 1                                      | 3                                      |
| Week:                                  | 14                                     | 15                                     | 16                                     | 17                                     | 18                                     | 19                                     | 20                                     | 21                                     | 22                                     | 23                                     | 24                                     |                                        |                                        |
| Positie:                               | 4                                      | 9                                      | 17                                     | 16                                     | 34                                     | 28                                     | 34                                     | 40                                     | 43                                     | 39                                     | 50                                     | uit                                    |                                        |

### VlaamseRadio 2 Top 30
| Hitnotering: 31-10-2015 t/m 13-02-2016 | Hitnotering: 31-10-2015 t/m 13-02-2016 | Hitnotering: 31-10-2015 t/m 13-02-2016 | Hitnotering: 31-10-2015 t/m 13-02-2016 | Hitnotering: 31-10-2015 t/m 13-02-2016 | Hitnotering: 31-10-2015 t/m 13-02-2016 | Hitnotering: 31-10-2015 t/m 13-02-2016 | Hitnotering: 31-10-2015 t/m 13-02-2016 | Hitnotering: 31-10-2015 t/m 13-02-2016 | Hitnotering: 31-10-2015 t/m 13-02-2016 | Hitnotering: 31-10-2015 t/m 13-02-2016 | Hitnotering: 31-10-2015 t/m 13-02-2016 | Hitnotering: 31-10-2015 t/m 13-02-2016 | Hitnotering: 31-10-2015 t/m 13-02-2016 | Hitnotering: 31-10-2015 t/m 13-02-2016 | Hitnotering: 31-10-2015 t/m 13-02-2016 | Hitnotering: 31-10-2015 t/m 13-02-2016 | Hitnotering: 31-10-2015 t/m 13-02-2016 | Hitnotering: 31-10-2015 t/m 13-02-2016 |
| Week:                                  | 1                                      | 2                                      | 3                                      | 4                                      | 5                                      | 6                                      | 7                                      | 8                                      | 9                                      | 10                                     | 11                                     | 12                                     | 13                                     | 14                                     | 15                                     | 16                                     |                                        |                                        |
| -------------------------------------- | -------------------------------------- | -------------------------------------- | -------------------------------------- | -------------------------------------- | -------------------------------------- | -------------------------------------- | -------------------------------------- | -------------------------------------- | -------------------------------------- | -------------------------------------- | -------------------------------------- | -------------------------------------- | -------------------------------------- | -------------------------------------- | -------------------------------------- | -------------------------------------- | -------------------------------------- | -------------------------------------- |
| Positie:                               | 3                                      | 1                                      | 1                                      | 1                                      | 1                                      | 1                                      | 1                                      | 2                                      | 2                                      | 3                                      | 4                                      | 2                                      | 3                                      | 5                                      | 9                                      | 18                                     | uit                                    |                                        |

### NPO Radio 2 Top 2000
Het was in 2015 de hoogste nieuwe binnenkomer in de Radio 2 Top 2000.

| Nummer met noteringen in de NPO Radio 2 Top 2000 | '15 | '16 | '17 | '18 | '19 | '20 | '21 | '22 | '23 | '24 |
| ------------------------------------------------ | --- | --- | --- | --- | --- | --- | --- | --- | --- | --- |
| Hello                                            | 23  | 72  | 122 | 150 | 213 | 282 | 196 | 479 | 431 | 368 |

1. ↑  Een vetgedrukt getal geeft de hoogste notering aan.
2. ↑  2015 was het eerste jaar met een notering voor dit nummer.

### Evergreen Top 1000
| Evergreen Top 1000 "Hello" | Evergreen Top 1000 "Hello" | Evergreen Top 1000 "Hello" | Evergreen Top 1000 "Hello" | Evergreen Top 1000 "Hello" | Evergreen Top 1000 "Hello" | Evergreen Top 1000 "Hello" | Evergreen Top 1000 "Hello" | Evergreen Top 1000 "Hello" | Evergreen Top 1000 "Hello" | Evergreen Top 1000 "Hello" | Evergreen Top 1000 "Hello" |
| Jaar                       | 2008                       | 2009                       | 2010                       | 2011                       | 2012                       | 2013                       | 2014                       | 2015                       | 2016                       | 2017                       | 2018                       |
| -------------------------- | -------------------------- | -------------------------- | -------------------------- | -------------------------- | -------------------------- | -------------------------- | -------------------------- | -------------------------- | -------------------------- | -------------------------- | -------------------------- |
| Positie                    | -                          | -                          | -                          | -                          | -                          | -                          | -                          | -                          | -                          | 361                        | 450                        |

## Releasedata
| Land             | Releasedatum    | Formaat        | Label    |
| ---------------- | --------------- | -------------- | -------- |
| Wereldwijd       | 23 oktober 2015 | Muziekdownload | XL       |
| Italië           | 23 oktober 2015 | Radio          | XL       |
| Verenigde Staten | 27 oktober 2015 | Radio          | Columbia |